# Illetékes elvtárs
Illetékes elvtárs egy képzeletbeli, az 1980-as évek második felében élő, a Kádár-rendszer szokásai szerinti, mindenható vállalatvezető/politikus, alakítója Koltai Róbert színművész.
A figurát az 1985-ös szilveszteri Rádiókabaréban Verebes Istvánnal, a Rádiókabaré akkori szóvivőjével egy improvizált interjúban vitték először színpadra. A sikeres szám után Koltai és Verebes visszamentek a mikrofonhoz, hogy improvizáljanak a nézőktől összegyűjtött kérdésekkel; eredetileg az elképzelés az volt, hogy Koltai egy agresszív vállalati igazgatót fog alakítani. A kérdésekre Koltai még nagyrészt saját beszédmodorában válaszolt, ugyanakkor itt alakult ki a karakter jellegzetes kommunikációs formája: a nagyhatalmú vezető, aki minden kérdésre félrebeszél, a kérdéseket átértelmezi, de folyamatosan jelzi, hogy jó a kérdés, és hogy az (is) „hozzá tartozik”. 
A sikerre való tekintettel hamarosan ismét mikrofon elé kerültek; Verebes készült kérdésekkel. A beszélgetés megindult, és Koltai (volt osztálytársuk, Berki Antal gesztusait parodizálva) megalkotta a figura emlékezetes stílusát, ami kis változtatásokkal végigkísérte az Illetékes elvtárs fellépéseit: az első előadást „Berki” (akinek alakját más paródiákban is szívesen alkalmazta) fel-felcsapóan agresszív, pökhendi beszédmodorával kiegészítve válaszolgatott a kérdésekre. Az improvizációkat a közönség kedvelte, így a folytatás mellett döntöttek, és a Rádiókabaré állandó jelenete lett. Koltai igyekezett konkrétumok kerülésével parodizálni a tipikus pártállami tisztségviselőket, akik mindenre bólogattak, de soha semmit nem csináltak vagy oldottak meg, emellett – alkalmazhatatlan – jótanácsokat osztogattak a panaszosoknak. 
A karakter nagyon népszerűvé vált, Koltai egyik legismertebb szerepének tekinthető. Egyértelmű politikai paródiája miatt Farkasházy Tivadart is bekérették a pártközpontba. A 80-as évek végén (nem sokkal Kádár János visszavonulása előtt) Illetékes elvtárs elbúcsúzott, és onnantól csak néhány emlékműsor erejéig vállalt Koltai egy-egy előadást. A rendszerváltást követően, 1990-ben a III. Humorfesztiválon végleg szakított a figura eljátszásával.

## Külső hivatkozások
- az első két Illetékes elvtárs, 1985 decemberéből.
- Szeretlekmagyarország.hu: Koltai Róbert: Amikor „Illetékes elvtárs” vagyok, akkor beindul az agyamban az improvizáló részleg, 2019. november 12.